# 濱田宣
濱田 宣（はまだ あきら）は、日本の文学者。徳島文理大学文学部学部長。立命館大学文学部史学科卒業。専門は仏教美術史。

## 経歴
- 1982年 - 立命館大学文学部史学科日本史学専攻卒業。
- 1983年 - 広島県教育委員会文化課指導主事就任。
- 1988年 - 広島県草戸千軒遺跡調査研究所文化財保護主事就任。
- 1989年 - 広島県立歴史博物館学芸員就任。
- 1995年 - 広島県立歴史博物館主任学芸員就任。
- 1997年 - 徳島文理大学講師就任。
- 2002年 - 徳島文理大学文学部助教授就任。
- 2005年 - 徳島文理大学文学部教授就任。

## 所属学会
- 美術史学会、日本史研究会、芸備地方史研究会、広島県文化財協会

## 著書
- 『仏像を旅する「山陽線」』（至文堂、1991年）
- 『よみがえる中世[8]-埋もれた港町草戸千軒・鞆・尾道-』（平凡社、1994年）
- 『仏像集成第8巻日本の仏像-中国・四国・九州』（学生社、1997年）
- 『新しい博物館学』（2008年、芙蓉書房出版）